# 瑜珈魯蛇
《瑜珈魯蛇》（英語：Yoga Hosers）是一部於2016年上映的美國喜劇恐怖片，由凱文·史密斯執導、編劇和剪輯。本片為2014年恐怖驚悚片《人型海象》的衍生作品，以及「北國三部曲」的第二部電影。
由強尼·戴普的女兒莉莉-蘿絲·戴普與凱文·史密斯的女兒哈莉·奎茵·史密斯主演。該片2016年1月24日在2016年日舞影展上作全球首映，並由Invincible Pictures定於2016年9月2日美國上映。

## 劇情
故事敘述柯琳·柯萊特（莉莉-蘿絲·戴普 飾）與柯琳·麥肯齊（哈莉·奎茵·史密斯 飾）是兩名熱愛瑜珈的15歲少女，兩人會在下課後在便利商店打工。一日古老邪魔從地心竄出，威脅要毀滅她們學校的年度狂歡趴踢，瑜珈少女們因此加入了傳奇獵人的陣營，用扭腰和拉筋為世界存亡奮戰下去....。

## 發行
《瑜珈魯蛇》2016年1月24日在2016年日舞影展上作全球首映，同時也在日舞首映時推出了漫畫《Yoga Hosers: When Colleens Collide》，敘述了兩位女孩如何相識並成為朋友的故事。該書由由凱文·史密斯和傑夫·奎格利所創作。2016年4月，Invincible Pictures獲得了電影的美國發行權，並定於2016年7月29日在美國上映。後來延期至9月2日。

## 反響
《瑜珈魯蛇》獲得了普遍負評。爛番茄根據42篇專業影評，新鮮度僅21%，平均得分3.5／10；該網站共識：「散漫、無趣，並剝奪了明確的主旨，《瑜珈魯蛇》代表著凱文·史密斯一度大有前途的事業的一種格外低點的柵欄」。Metacritic得分24（滿分100），評價不佳。

## 外部連結
- 互联网电影数据库（IMDb）上《Yoga Hosers》的资料（英文）
- 開眼電影網上《瑜珈魯蛇》的資料（繁體中文）
- Box Office Mojo上《瑜珈魯蛇》的資料（英文）